# Cantón de Chaussin
El cantón de Chaussin era una división administrativa francesa, que estaba situada en el departamento de Jura y la región de Franco Condado.

## Composición
El cantón estaba formado por diecisiete comunas:
- Asnans-Beauvoisin
- Balaiseaux
- Bretenières
- Chaînée-des-Coupis
- Chaussin
- Chêne-Bernard
- Gatey
- Le Deschaux
- Les Hays
- Les Essards-Taignevaux
- Neublans-Abergement
- Pleure
- Rahon
- Saint-Baraing
- Séligney
- Tassenières
- Villers-Robert

## Supresión del cantón de Chaussin
En aplicación del Decreto nº 2014-165 de 17 de febrero de 2014, el cantón de Chaussin fue suprimido el 22 de marzo de 2015 y sus 17 comunas pasaron a formar parte del nuevo cantón de Tavaux.